# Université de Shanghai
L'université de Shanghai est une université publique basée à Shanghai et fondée en 1994. Elle accueille chaque année environ 44 000 étudiants et 2 500 enseignants. Elle fait partie de la liste du projet 211 (en) pour les grandes universités nationales. C'est également le plus grand établissement d'enseignement supérieur géré par la municipalité de Shanghai.

## Historique

### Pendant les années 1920

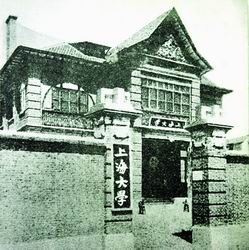
Université de Shanghai dans les années 1920

L'université de Shanghai a été fondée sur Qingyun Road, district de Zhabei, Shanghai en 1922 et a été le résultat de la coopération entre le Kuomintang (Parti nationaliste) et le Parti communiste. Youren Yu (于右任), un membre notable du Kuomintang, a été le premier président de l'université. À l'époque sous le gouvernement révolutionnaire dirigé par Sun Yat-sen, l'université de Shanghai était l'école supérieure des arts libéraux, tandis que l'Académie militaire de Whampoa était à l'académie pour la formation militaire.
L'université de Shanghai a été fermée en raison de la guerre civile chinoise. Le vieux campus a été détruit pendant Seconde Guerre mondiale. Par la suite, l'université de Shanghai a été rouverte avec l'approche traditionnelle des arts libéraux, beaux-arts, des affaires et en droit en 1983.

### Fusion et création d'une nouvelle université
L'actuelle université de Shanghai a été fondée en 1994 par la fusion entre l'ancienne université de Shanghai (原上海大学), l'université des sciences et technologies de Shanghai (上海科技大学), l'université des Technologies de Shanghai (上海工业大学) et le collège des sciences et technologies de Shanghai (上海科技高等专科学校).
L'université des sciences et technologies de Shanghai, établie dans le district de Jiading (route de Chengzhong) et connue internationalement sous sa dénomination en anglais « Shanghai University of Science and Technology » (SUST), a été fondée par la direction de la Chine de l'Est de l'Académie chinoise des sciences (ACS) en 1958 en relation étroite avec le monde académique et les instituts scientifiques.
L'université des technologies de Shanghai, établie dans le district de Zhabei (rue Yanchang (en)) et appelée autrefois Institut de Technologies de Shanghai (上海工学院), fut fondée en 1960 avec une solide expérience de l'ingénierie, la technologie et les industries. L'institut a été rebaptisé université de technologie de Shanghai en 1979. Le professeur (Qian Weichang (en) (钱伟长) a été le président de l'université depuis 1982 et a finalement conduit à l'université de Shanghai nouvellement créé en 1994.
Le collège des sciences et technologies de Shanghai a été fondé en 1959 sous le nom « école des sciences et technologies no 2 de Shanghai » et obtint le statut de collège en 1981.

### Nouvelle université de Shanghai
Le nouveau campus de Baoshan, situé dans le district de Baoshan (rue Shangda (en)), a été construit comme le campus principal de l'université de Shanghai nouvelle. Deux autres campus sont hérités des établissements fondateurs : le campus Yanchang (siège de l'ancienne université de technologie de Shanghai, dans le district de Yanchang) et le campus Jiading (siège de l'ancienne université des sciences et technologies de Shanghai, dans le district de Jiading).

## Organisation

### Collèges et départements
- École de la Communication et de l'Ingénierie de l'Information
- Collège des Sciences
- École de génie mécanique et électronique de l'automatisation
- École de génie informatique et de la Science
- École des sciences des matériaux et ingénierie
- École des sciences de la vie
- École de l'environnement et génie architectural
- École de droit
- Collège des Arts libéraux
- Collège des Beaux-Arts
- Collège des Affaires internationales et du Management
- Collège des langues étrangères
- Collège des échanges internationaux
- École de cinéma et de la technologie de télévision
- École des sciences sociales

## Les Bibliothèques
Les bibliothèques de l'université de Shanghai sont composées de trois bâtiments. La bibliothèque principale qui se trouve sur le campus de Baoshan, la bibliothèque Wenhui qui est située sur le Yanchang campus, et la bibliothèque Lianhe qui se trouve sur le campus de Jiading. L'ensemble des bibliothèques totalisent une superficie totale de 55 000 mètres carrés. Elles disposent de 25 salles de lecture et comptent plus de 3 000 sièges. La bibliothèque principale quant à elle occupe environ 38 000 mètres carrés.
Les bibliothèques contiennent plus de 3 millions de volumes, dont plus de 4 600 périodiques et de nombreuses ressources électroniques, y compris les bases de données Elsevier, Ebsco, Kluwer, et Academic Press. Les documents de la bibliothèque sont complets et couvrent des domaines diversifiés. Une collaboration existe avec l'Association des écrivains de Shanghai, la bibliothèque dispose notamment d'une salle de collecte pour les travaux des écrivains de la ville.

## Formation et recherche

### Cursus universitaire
Le spectre de l'université de Shanghai académique est riche dans les arts, les lois, les sciences sociales, la mécanique, les mathématiques, la physique, la chimie, les sciences de la vie, l'informatique, la science des matériaux, le génie de l'environnement, le génie mécanique et le génie électronique.
L'université de Shanghai est étroitement liée avec la communauté locale. L'École des sciences de la vie est cofondée avec l'institut de recherche locale de l'Académie chinoise des sciences (ASC). L'École du Film et de la technologie de télévision est prise en charge par les industries du film, de télévision et de radiodiffusion. L'université a également des programmes conjoints d'études supérieures en littérature, économie, droit et avec la branche de Shanghai de Académie chinoise des sciences sociales.

### Recherche
L'université de Shanghai dispose de 72 instituts de recherche et une pointe parc de haute technologie de développement approuvé par la Commission nationale des sciences. Conformément à la stratégie de la participation active dans l'expansion économique de la Chine avec la recherche technologique et de la science, l'université a acquis une forte influence nationale et internationale dans la recherche en sciences appliquées et de la recherche en sciences fondamentales. Ces dernières années, les rangs universitaires avancés en termes de fonds de recherche scientifique, les récompenses de rendement et le nombre de thèses universitaires.

### Scientométrie
Selon le site QS World University Rankings 2011, l'université de Shanghai est classée au niveau mondial 451e sur 500 universités.

### Relations internationales
L'université de Shanghai est un membre actif de la communauté académique internationale. L'université a établi des relations de coopération avec de nombreuses universités à l'étranger, avec de nombreux savants notables en visite en tant que professeurs et des professeurs honoraires. Actuellement l'université accueille plus de 2 000 étudiants étrangers chaque année. Pendant ce temps, l'université a envoyé beaucoup de professeurs à l'étranger pour l'échange de formation, de recherche et universitaires.

## Implantations

### Campus de Baoshan
- 99 Shangda Road, district de Baoshan, Shanghai 200444, Chine
  - Arrêt université de Shanghai sur la Ligne 7 du métro de Shanghai, la station est à proximité du campus.

### Campus de Yanchang
- 149 Yanchang Road, district de Zhabei, Shanghai 200072, Chine
  - Métro de Shanghai Ligne 1 à Yanchang Road, la station est à proximité du campus.

### Campus de Jiading
- 20 Chengzhong Road, Jiading District, Shanghai 201800, Chine
  - Métro de Shanghai Ligne 11 à Jiading North la station à proximité du campus.
  - La sortie Jiading de l'Autoroute Hujia (A12) est à proximité du campus.

## Personnalités liées

### Anciens professeurs
- Hongjia Huang (黄宏嘉), membre de l'Académie chinoise des sciences (CAS), Président honoraire de l'université de Shanghai
- Kuangdi Xu (徐匡迪), Professeur et membre de l'Académie chinoise d'ingénierie (CAE), ancien maire de Shanghai
- Bangxing Zhou (周 邦 新), membre de l'Académie chinoise d'ingénierie (CAE)
- Gaolian Liu (刘 高 联), membre de l'Académie chinoise des sciences (CAS)
- Jinliang Sun (孙晋良), membre de l'Académie chinoise d'ingénierie (CAE)
- Guozhi Zhou (周 国 治), membre de l'Académie chinoise des sciences (CAS)
- Sanli Li (李三立), membre de l'Académie chinoise d'ingénierie (CAE)
- Jiamo Fu (傅家 谟), membre de l'Académie chinoise des sciences (CAS)
- Yuanzhang Liu (刘 源 张), membre de l'Académie chinoise d'ingénierie (CAE), membre de l'Académie internationale pour la qualité
- Yuanfang Liu (刘元 方), membre de l'Académie chinoise des sciences (CAS)
- Xie Jin (谢晋), metteur en scène, membre de l'Academy of Motion Picture Arts and Sciences (AMPAS, 美国 电影 艺术 与 科学 学院)
- Renhuan Liu (刘人怀), membre de l'Académie chinoise d'ingénierie (CAE), président de l'université Jinan (暨南 大学, dans le Guangdong, Chine), Professeur à l'université de technologie de Shanghai (en) de 1986 à 1991
- Deng Weizhi, membre du Comité permanent de la 9e CCPPC, Professeur au Département de sociologie de l'Académie chinoise des sciences sociales (CASS)

### Anciens élèves
- Xiongli Yang (杨雄 里), membre de l'Académie chinoise des sciences (CAS), diplômé du Département de biologie de l'université de sciences et technologie de Shanghai (en) en 1963
- Guoqiang Lin (林国强), membre de l'Académie chinoise des sciences (CAS), diplômé du Département de chimie de l'université de sciences et technologie de Shanghai en 1964
- Yu Xie (谢 宇), membre de l'Académie américaine des arts et des sciences (AAAS), membre de l'Academia Sinica (Taiwan), diplômé de l'université de technologie de Shanghai en 1982
- Yong Gan (干 勇), membre de l'Académie chinoise d'ingénierie (CAE), diplômé de l'université de technologie de Shanghai en 1982
- Shenghong Wang (王生洪), président de l'université de Fudan, diplômé de l'université de sciences et technologie de Shanghai en 1965
- MuoYao Zhou (周慕尧), ancien maire-adjoint de Shanghai, diplômé de l'université de sciences et technologie de Shanghai en 1965
- Funong Bai, mathématicien à l'université Harvard, diplômé de l'École des sciences en 1986
- Ji-Li Jiang, auteur de Red Scarf Girl (en)
- Yifei Chen (陈逸飞), metteur en scène, artiste, diplômé de l'école des beaux-arts de l'université de Shanghai (en) en 1965
- Scott Shaw, écrivain et artiste américain, diplômé de l'université d'études asiatiques de Shanghai
- Xin Zhou (周 忻), président-directeur général de E-House China (NYSE : EJ), diplômé de l'université de technologie de Shanghai en 1990
- Ren-Hong Wang, diplômé de l'Institute of Electrical and Electronics Engineers (IEEE), fondateur de MagneForce Software Systems Inc. à Buffalo (État de New York), diplômé de l'université de technologie de Shanghai en 1982
- Wujie, diplômé de l'IEEE, professeur émérite au département des sciences informatiques et ingénierie à la Florida Atlantic University, diplômé de l'université de sciences et technologie de Shanghai en 1982
- Lan Zuo Gillet, (1961-), directrice adjointe de l'EPFL Innovation Park